# Ulmus × hollandica
Ulmus × hollandica Mill. , Olmo de Holanda, es un híbrido natural entre el olmo de montaña (Ulmus glabra) y el olmo común (Ulmus minor) que se encuentra por toda Europa, allí donde se superponen las zonas de distribución de sus parentales. También ha sido ampliamente cultivado.
.

## Descripción
Las características de Ulmus x hollandica son intermedias entre las de sus parentales.

## Plagas y enfermedades
Algunos ejemplos del híbrido poseen una moderada resistencia a la grafiosis. Ejemplos de supervivientes maduros en la zona de hibridación de Essex incluyen los olmos híbridos en la presa del río Can, en el extremo occidental del Admiral's Park, Chelmsford.

## Cultivo
Introducido en Norteamérica y Australasia, muchos árboles viejos aún sobreviven en Nueva Zelanda, en particular en Auckland, siendo considerado el mejor ejemplar el que se encuentra en las afueras del Ellerslie Racecourse.